# Alkálifémek

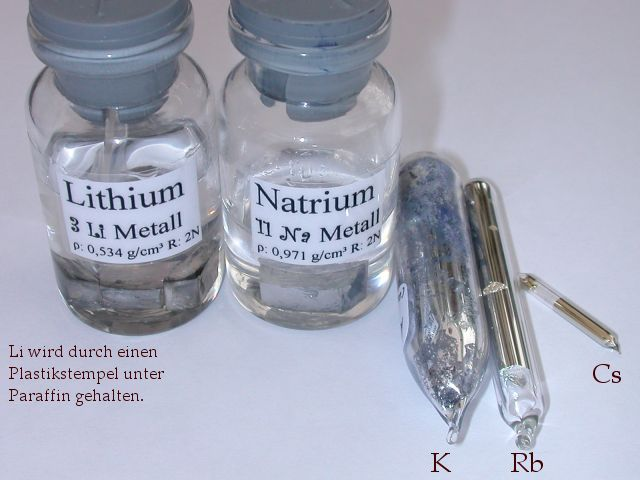
Az öt stabil alkálifém: lítium, nátrium, kálium, rubídium és cézium

Az alkálifémek a periódusos rendszer első főcsoportjában (IUPAC szerinti 1-es csoportjában) található elemek, a hidrogén kivételével. A lítium (Li), nátrium (Na), kálium (K), rubídium (Rb), cézium (Cs) és a francium (Fr) tartozik ebbe a csoportba. Az alkálifémek vegyértékelektron-szerkezete ns1, emiatt a csoport a periódusos rendszer s-mezőjében található és tagjainak hasonló fizikai és kémiai tulajdonságai az azonos elektronszerkezettel magyarázhatók.
Az alkálifémek standard hőmérsékleten és nyomáson puha, kis sűrűségű, alacsony olvadáspontú, az aranysárga cézium kivételével ezüstfehér színű fémek. Egyetlen vegyértékelektronjukat könnyedén leadják egyszeresen pozitív töltésű kationt képezve, emiatt a legreakcióképesebb elemek közé tartoznak a periódusos rendszerben. Hidrogénfejlődés mellett hevesen reagálnak vízzel (a nehezebb alkálifémek hevesebben reagálnak, mint a könnyebbek, de leghevesebben a cézium reagál), továbbá reagálnak halogénekkel, oxigénnel, alkoholokkal és ammóniával. Nagy reaktivitásuk miatt olaj alatt kell őket tárolni, és a természetben sem fordulnak elő elemi állapotban, csak sóik formájában. Késsel könnyen vághatóak, a fényes vágási felület azonban hamar fényét veszti, mivel a fém oxidálódik a levegő nedvességtartalma és az oxigén (illetve lítium esetén a nitrogén) hatására.
Az ismert alkálifémek mindegyike előfordul a természetben vegyületei formájában, leggyakoribb közülük a nátrium, ezt követi a kálium, lítium, rubídium, cézium és végül az erősen radioaktív francium, amely csak a legapróbb nyomokban található meg, a természetes bomlási sorok valamely bizonytalan mellékágának köztes lépéseként. Kísérletek történtek az ununennium (Uue) előállítására, mely a csoport következő eleme lenne, de eddig egyik sem bizonyult sikeresnek. Ugyanakkor az ununennium a szupernehéz elemek kémiáját döntően befolyásoló relativisztikus hatások miatt lehetséges, hogy nem is viselkedik alkálifémként, vagy legalábbis a könnyebb alkálifémektől valamennyire eltérő fizikai és kémiai tulajdonságokat mutat.
Az alkálifémeket számos különböző területen felhasználják. Az elemi rubídiumot és céziumot atomórákban használják, melyek közül a cézium atomórák a legpontosabb időmérő eszközök. Nátriumvegyületeket elterjedten alkalmaznak nátriumgőz-lámpákban, amely egy nagyon hatékony fényforrás. A nátrium- és káliumvegyületek ősidők óta ismertek, és az élő szervezetek számára nélkülözhetetlenek.

## Lángfestés

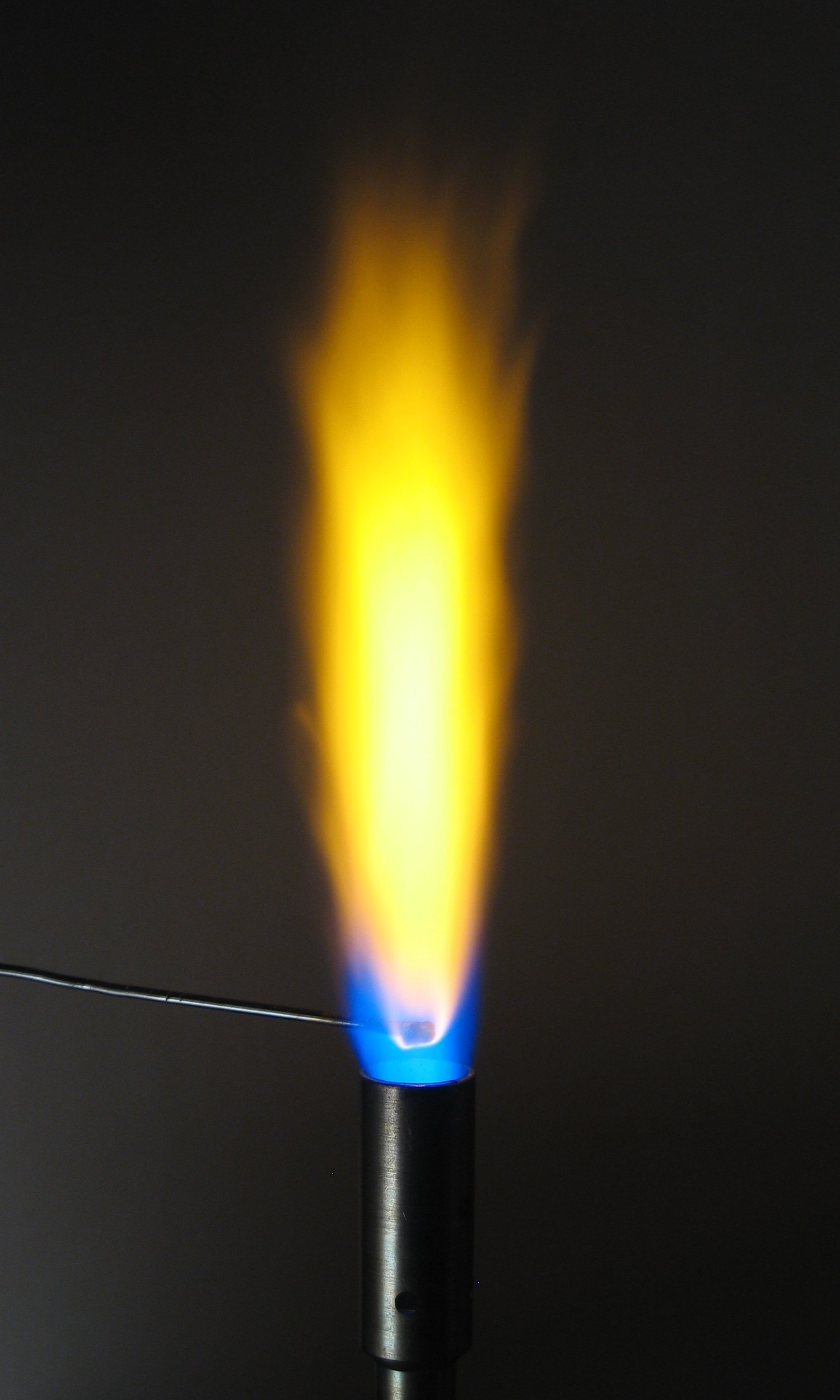
A nátrium (pontosabban nátrium-karbonát) sárga lángfestése

Jellegzetes tulajdonságuk a lángfestés, ezt a pirotechnikában használják ki:
- Lítium: bíborvörös
- Nátrium: sárga
- Kálium: fakó ibolya
- Rubídium: fakó vörös
- Cézium: halványkék

## Előállítás
Általában olvadékelektrolízissel, elsősorban kloridból, hidroxidból vagy karbonátból.

## Felhasználás
- Erős redukálószerként
- pirotechnikában, tűzijátékoknál

## Fontosabb vegyületeik
- NaOH – nátrium-hidroxid (lúgkő, marónátron, marószóda, zsírosszóda)
- NaCl – nátrium-klorid (konyhasó, kősó)
- NaBr – nátrium-bromid
- NaI – nátrium-jodid
- NaOCl – nátrium-hipoklorit (vizes oldata a hypo)
- KOH – kálium-hidroxid (marókáli)
- KCl – kálium-klorid
- KBr – kálium-bromid
- KI – kálium-jodid
- KClO3 – kálium-klorát (Berthollet-só)
- KNO3 – kálium-nitrát
- KAl(SO4)2 – kálium-alumínium-szulfát (kristályos változata KAl(SO4)2·12H2O, hétköznapi néven timsó)
- NaNO3 – nátrium-nitrát (chilei-salétrom)
- Na2CO3 – nátrium-karbonát (kristályos változata Na2CO3·10H2O)
- NaHCO3 – nátrium-hidrogén-karbonát (szódabikarbóna)
- Na2SO4 – nátrium-szulfát (Glauber-só)
- CsOH – cézium-hidroxid

## Fordítás
Ez a szócikk részben vagy egészben  az   Alkali metal című angol Wikipédia-szócikk ezen változatának fordításán alapul.  Az eredeti cikk szerkesztőit annak laptörténete sorolja fel. Ez a jelzés csupán a megfogalmazás eredetét és a szerzői jogokat jelzi, nem szolgál a cikkben szereplő információk forrásmegjelöléseként.